# Nagelkranzfraktur

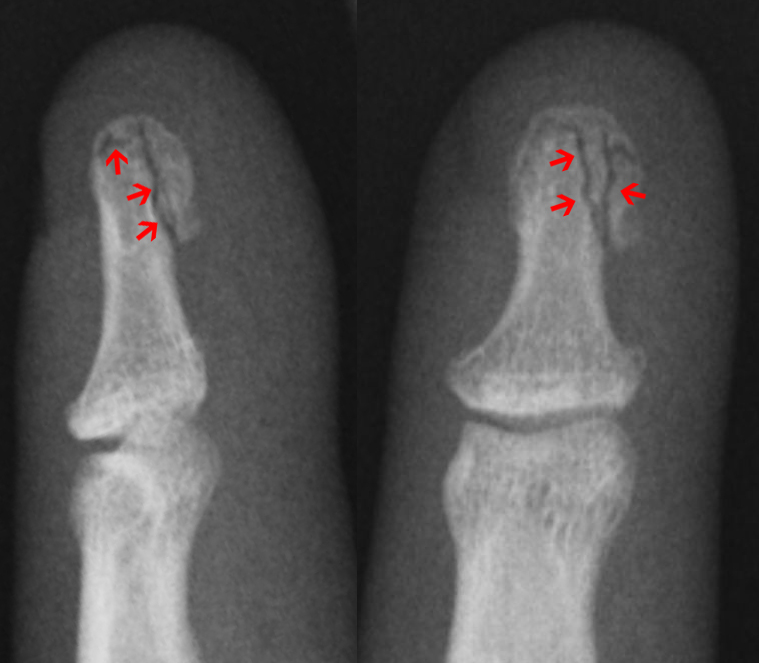
Röntgenbild einer Nagelkranzfraktur

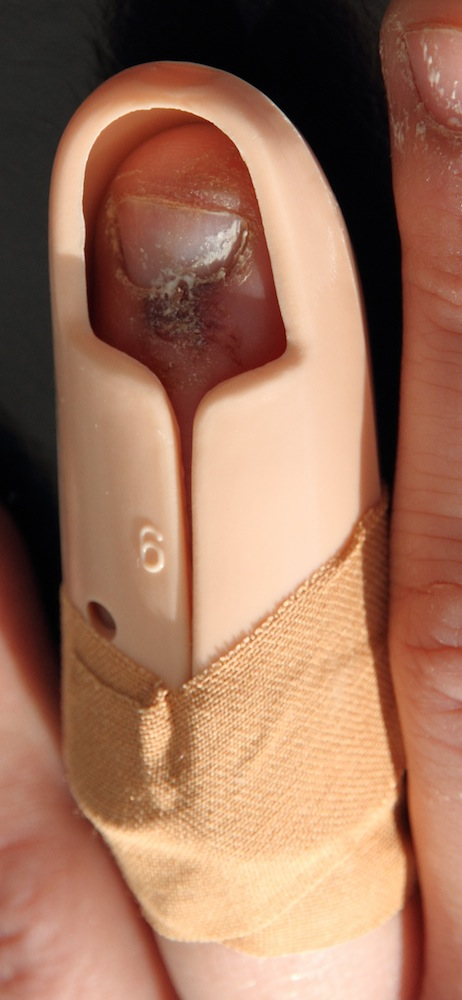
Stacksche Schiene

Mit Nagelkranz wird die Verdickung an der Spitze eines Finger- oder Zehenendgliedes bezeichnet, Fraktur (lat. frangere: „brechen“) steht hier für Knochenbruch. Derartige Verletzungen kommen häufig vor, etwa durch einen verfehlten Hammerschlag.
Die Diagnose wird durch ein Röntgenbild in zwei Ebenen gesichert, wie im Bild gezeigt.
Die Behandlung erfolgt nahezu immer konservativ, d. h. also mit Ruhigstellung ohne Operation. Hierfür haben sich vorgefertigte Fingerschienen (Stack-Schiene – siehe Bild) bewährt. Operativ sind nur offene Brüche mit freiliegendem Knochen zu behandeln. Gelegentlich sind zusätzlich Begleitverletzungen, wie zum Beispiel Blutergüsse unter dem Nagel, zu versorgen.